# 席卡內德 (音樂劇)
《席卡內德──魔笛背後紛亂喧鬧的愛情故事》（德語：Schikaneder – Die turbulente Liebesgeschichte hinter der Zauberflöte）是德國作曲家史蒂芬·史瓦茨和克里斯蒂安·斯圖佩克編寫的音樂劇。其內容為德國音樂家伊曼紐爾·席卡內德和其妻艾蕾諾爾·席卡內德的生平和愛情故事，於2016年9月30日在維也納萊蒙特劇院首度公演。

## 劇情

### 序幕
1789年，在維也納的維登劇院，艾蕾諾爾·席卡內德在其人生伴侶約翰·弗里德爾過世後，繼承了劇院的營生。然而在當時，身為女子的她獨自經營劇院是不被允許的。在她拒絕了競爭同業卡爾·馬林內里的收購協議後，解決這困境的唯一辦法似乎只剩下和她數年前就已分開、差不多成了前夫的伊曼紐爾·席卡內德重新合作。然而劇團眾人陷入了絕望：因為艾蕾諾爾斷然否絕了這個提議（Aus! Vorbei!）。艾蕾諾爾開始解釋，他們的故事是如何開始的，以及她為何這輩子都不想再見到伊曼紐爾。

### 第一幕
他們的故事要從十四年前開始說起：年輕的艾蕾諾爾（當時未出嫁的她姓氏為亞特）是知名劇團中的一位女演員，該劇團屬於弗朗茨·莫瑟（Innsbruck）。充滿個人魅力的主演兼作家約瑟夫·約翰·席卡內德對這位聰明機智的女性一見傾心，並試圖贏得她的芳心。雖然兩人都為對方所吸引，艾蕾諾爾還是拒絕了這位遠近馳名的花花公子（Träum groß）。
在一堂芭蕾課程裡，劇團眾人偷偷談論著席卡內德和艾蕾諾爾，因為他們倆很顯然迅速且無可救藥地墜入了愛河（Irgendwas passiert）。劇團的團長弗朗茨·莫瑟在愛妻死後決意退休，而艾蕾諾爾幫助席卡內德成為了團長的接班人（Ohne sie）。
艾蕾諾爾答應嫁予席卡內德為妻，而席卡內德出於對新娘的敬重，決定改名為伊曼紐爾──一個非常適合他倆的名字（Liebe siegt）。
這對夫妻無疑是一對天作之合，不僅在生活方面，在舞台上亦然。他們是劇團中最受歡迎的明星演員，忙著為演出而四處奔走，並在各地都取得了巨大的成功（Das hellstrahlendste Traumpaar）。
艾蕾諾爾從她的朋友芭芭拉·蓋爾那裡得知了丈夫的風流韻事：這很顯然不是第一次了，但芭芭拉告訴她這次該「當真」了。艾蕾諾爾不想再聽下去，結婚以來，她已經學會了對某些事情視而不見（Wegzusehen）。此時，年輕又內向的作家兼演員約翰·弗里德爾出現，他從以前就一直愛著艾蕾諾爾；約翰安慰她並向她示愛，但被艾蕾諾爾拒絕（So jemand wie du）。
伊曼紐爾有個遠大的計畫：他想擁有一間自己的劇院，並寫一齣新穎的德語歌劇，這個計畫再次吸引了艾蕾諾爾，讓她的心回到他身邊（Träum groß Reprise）。
然而，當艾蕾諾爾和伊曼紐爾天真的小情人瑪莉安娜·米勒對質，且得知她已懷上了自己丈夫的小孩時，艾蕾諾爾陷入了深深的絕望（Freut euch mit mir）。
她轉而向體弱多病的年輕作家約翰·弗里德爾尋求慰藉，並說服他和自己一同前往維也納建立一間自己的劇院。約翰將母親的遺物──一條價值連城的鑽石項鍊送給了艾蕾諾爾（Jetzt und hier）。
伊曼紐爾自瑪莉安娜處得了知妻子離開的消息。但當瑪莉安娜發現，儘管如此伊曼紐爾也不會娶她為妻時，她也離開了伊曼紐爾。艾蕾諾爾離開的事實重重打擊了伊曼紐爾，但他仍不肯老實承認（So viele Fische im Meer）。
艾蕾諾爾和約翰、瑪莉安娜和伊曼紐爾各自期待著能夠重新出發，與此同時，伊曼紐爾所帶領的劇團眾人卻因劇團的支離破碎而感到心灰意冷。（第一幕結束）

### 第二幕
少了艾蕾諾爾，伊曼紐爾的劇團變得大不如前。他所寫的一齣關於熱氣球起飛的歌劇簡直是場災難，而且花了他一大筆錢。艾蕾諾爾和約翰在維也納的遭遇也相去無幾，他們雖然經營著維登劇院，但約翰缺乏伊曼紐爾那樣的膽識，以致劇團一直無法成功（Irgendwas Wichtiges fehlt）。
伊曼紐爾在雷根斯堡和公爵的妻子暗通款曲，事情敗露後他只得倉皇逃亡，以免被逮捕關押。而在維也納，病魔完全擊垮了約翰，在得到艾蕾諾爾會繼續經營劇院的承諾後，他在她的臂彎中離世。畫面回到1789年，劇團眾人被艾蕾諾爾的故事深深感動，並理解了為何她如此不願和自己的丈夫聚首。只不過有個小問題：芭芭拉已經把伊曼紐爾找來了。過去的傷痛回憶讓他們立即陷入一場混亂的爭吵。
爭吵末了，伊曼紐爾和艾蕾諾爾不得不接受，眼下的困境的確需要他們彼此扶持。不過他們應該保持一個純粹的生意往來關係（Rein geschäftlich）。
不過，在兩人達成共識後，他們卻仍然像貓與狗一樣彼此給對方找麻煩，同時劇團的財務也愈發艱難。在指揮辦公室前，芭芭拉、伊曼紐爾最好的朋友班奈迪克·沙克和伊曼紐爾的新歡──首席女主角約瑟芳·霍菲討論著，如何讓這兩人冷靜下來（Ich? Warum?）。
卡爾·馬林內里重新提出了一份收購協議，因為他需要第二間劇院來演出他的新歌劇，此舉令伊曼紐爾覺得受到了挑戰。他宣稱，自己將會寫出一部規模宏大的新歌劇。被拒絕的馬林內里留下威脅後離開了（Das, was ich will）。
艾蕾諾爾對伊曼紐爾的誇口感到憤怒，但她的怒火很快便退去。他們倆一起想出了一些關於新式歌劇的點子，這些構思足以在當時的戲劇界掀起改革（Träum groß Reprise）。他們成功說服了約瑟夫·馮·包恩費爾德出資贊助這齣劇──即使他們已經在他那兒欠下了相當大的一筆借款（Geld und Glück）。
第一次試演時，劇團裡的所有人都覺得這部劇簡直糟糕透頂，一部分的人甚至想退出──直到他們聽到首次加入管弦樂團的部分：所有人都立刻轉為驚豔（Das wird ein Misserfolg!）。
他們最後的彩排卻被兩位突然打斷了。原來是卡爾·馬林內里向他們舉報，伊曼紐爾在歌劇中使用的蠟燭超過了允許的用量。因為伊曼紐爾無力負擔罰金，兩位官員決定讓劇院關門大吉。劇團成員都離開了劇院，就連艾蕾諾爾也不發一語地走了。馬林內里最終得到了勝利，伊曼紐爾如今已是一敗塗地。他終於明白，他永遠失去了自己的妻子（Letzter Vorhang）。
然而，艾蕾諾爾回來了。她變賣了她最珍愛、和約翰之間的回憶：那條鑽石項鍊，付清了罰款。伊曼紐爾感謝艾蕾諾爾對他伸出援手，他領悟到，若是艾蕾諾爾真的一點也不愛他的話，是不會這樣幫助他的。艾蕾諾爾否認了，但就在她自己坦承，伊曼紐爾其實說得沒錯，他對她而言永遠不只是一段「純粹的生意往來關係」時，她卻看見伊曼紐爾和他的前女友瑪莉安娜·米勒擁抱的場面。震驚的艾蕾諾爾決定要馬上離開此地，從現在開始，她只為了自己的夢想而活，獨自一人（Mein Lied）。
但是瑪莉安娜有話要說：她回來找伊曼紐爾只是因為她如今一貧如洗，無法好好養育自己的兒子，她想把這個孩子留給伊曼紐爾和艾蕾諾爾兩人。艾蕾諾爾被這番話深深感動，並承諾會支持她的決定（Ich freu mich für dich）。
最終，伊曼紐爾和艾蕾諾爾彼此和解，他們在首演當日一起享受著新歌劇帶來的巨大成功：這齣新歌劇就是膾炙人口的魔笛。（第二幕結束）

## 曲目

### 第一幕
1. Ouvertüre（序曲）
2. Aus! Vorbei!（結束了！過去了！）
3. Innsbruck（因斯布魯克）
4. Träum groß（胸懷大夢）
5. Irgendwas passiert（有什麼發生了）
6. Ohne sie（沒有她）
7. Liebe siegt（愛情得勝）
8. Das hellstrahlendste Traumpaar（明亮閃耀的天作之合）
9. Wegzusehen（視而不見）
10. So jemand wie du（像你一樣的人）
11. Träum groß (Reprise)（胸懷大夢-旋律重現）
12. Freut euch mit mir（也和我一起高興）
13. Jetzt und hier（此刻，在這裡）
14. So viele Fische im Meer（天涯何處無芳草）
15. Finale 1. Akt（第一幕結束）

### 第二幕
1. Irgendwas Wichtiges fehlt（少了什麼重要的東西）
2. Rein geschäftlich（純粹的生意關係）
3. Ich? Warum?（我？為什麼？）
4. Das, was ich will（這，我要了）
5. Träum groß (Reprise)（胸懷大夢-旋律重現）
6. Geld und Glück（金錢與幸福）
7. Das wird ein Misserfolg!（這會一敗塗地！）
8. Letzter Vorhang（最後的帷幕落下）
9. Mein Lied（只屬於我的歌）
10. Ich freu mich für dich（我為妳感到開心）
11. Finale 2. Akt（第二幕結束）

## 演員陣容
2016維也納首演：
- 艾蕾諾爾·席卡內德：米莉卡·約凡諾維齊（德语：de:Milica Jovanovic）
- 伊曼紐爾·席卡內德：馬克·賽伯特（德语：de:Mark Seibert）
- 約翰·弗里德爾：弗羅里安·彼得斯
- 瑪莉安娜·米勒：卡緹·哈爾
- 弗朗茨·莫瑟/約瑟夫·馮·包恩費爾德：哈迪·魯多爾茨
- 卡爾·馬林內里：萊恩瓦爾德·克朗內
- 芭芭拉·蓋爾：弗朗西斯卡·舒斯特
- 班奈迪克·沙克：阿敏·卡爾
- 約瑟芳·霍菲：卡特雅·萊歇爾特